# Damernas tempolopp i landsvägscykling vid olympiska sommarspelen 2012

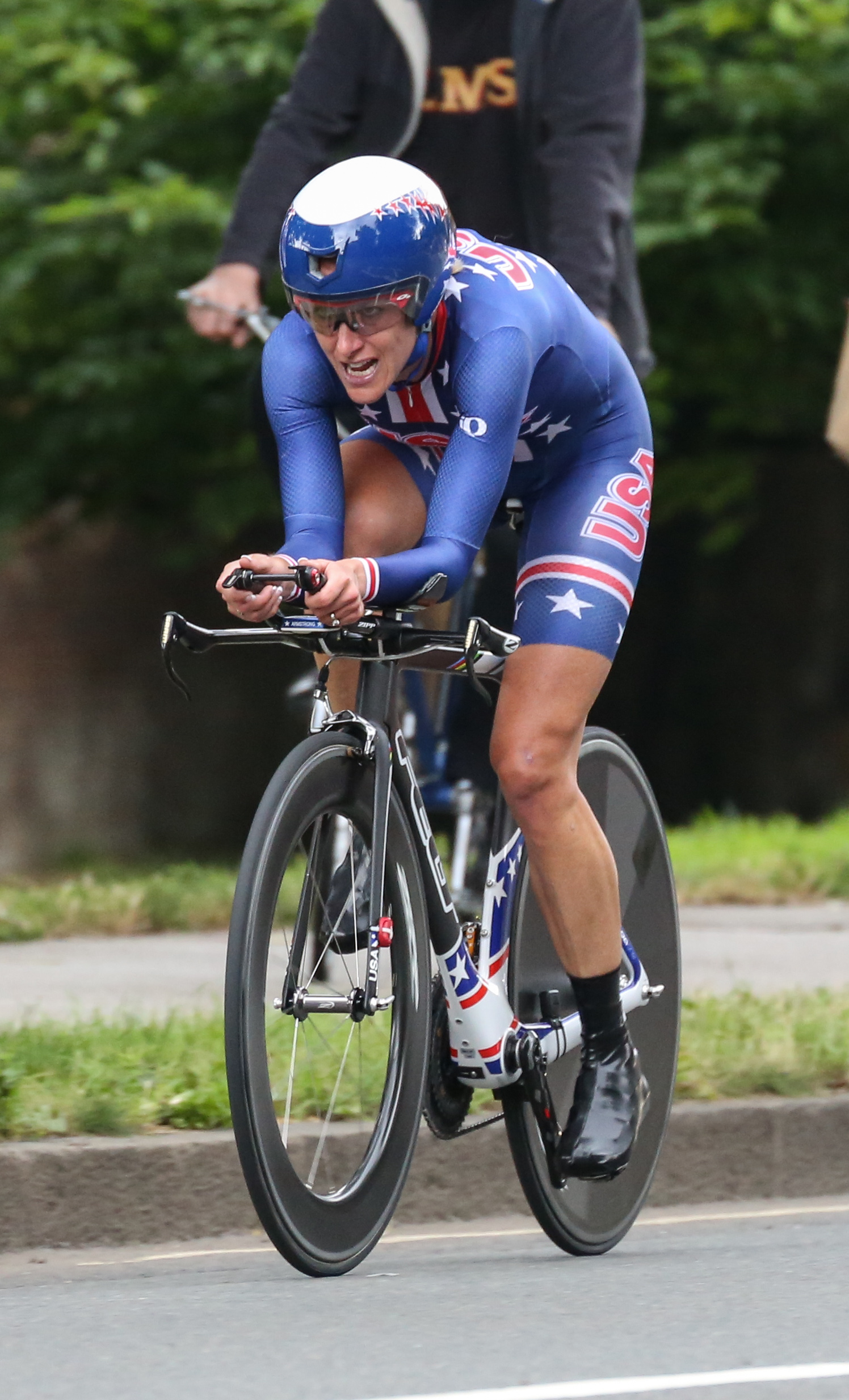
Kristin Armstrong vann damernas tempolopp.

Damernas tempolopp i landsvägscykling vid olympiska sommarspelen 2012 avgjordes den 1 augusti 2012. De tävlande cyklade en sträcka på 29 km i London med start och målgång vid Hampton Court Palace. Kristin Armstrong vann loppet på segertiden 37.34,82.

## Medaljörer
| Event              | Guld                  | Silver                | Brons                      |
| Damernas tempolopp | Kristin Armstrong USA | Judith Arndt Tyskland | Olga Zabelinskaja Ryssland |

## Resultat
| Plats | Tävlande                | Tid      |
| ----- | ----------------------- | -------- |
| 1     | Kristin Armstrong (USA) | 37.34,82 |
| 2     | Judith Arndt (GER)      | 37.50,29 |
| 3     | Olga Zabelinskaja (RUS) | 37.57,35 |
| 4     | Linda Villumsen (NZL)   | 37.59,18 |
| 5     | Clara Hughes (CAN)      | 38.28,96 |
| 6     | Emma Pooley (GBR)       | 38.37,70 |
| 7     | Amber Neben (USA)       | 38.45,17 |
| 8     | Ellen van Dijk (NED)    | 38.53,68 |
| 9     | Trixi Worrack (GER)     | 39.20,73 |
| 10    | Lizzie Armitstead (GBR) | 39.26,24 |
| 11    | Pia Sundstedt (FIN)     | 40.01,69 |
| 12    | Tatiana Antoshina (RUS) | 40.12,49 |

| Plats | Tävlande                 | Tid      |
| ----- | ------------------------ | -------- |
| 13    | Shara Gillow (AUS)       | 40.25,03 |
| 14    | Emma Johansson (SWE)     | 40.38,56 |
| 15    | Audrey Cordon (FRA)      | 40.40,51 |
| 16    | Marianne Vos (NED)       | 40.40,79 |
| 17    | Emilia Fahlin (SWE)      | 41.15,86 |
| 18    | Clemilda Fernandes (BRA) | 41.25,39 |
| 19    | Denise Ramsden (CAN)     | 41.44,81 |
| 20    | Elena Tchalykh (AZE)     | 41.47,06 |
| 21    | Tatiana Guderzo (ITA)    | 41.48,94 |
| 22    | Noemi Cantele (ITA)      | 41.51,18 |
| 23    | Liesbet De Vocht (BEL)   | 42.08,28 |
| 24    | Ashleigh Moolman (RSA)   | 42.23,57 |